# Tim Gilissen
Tim Gilissen (Enschede, 4 giugno 1982) è un ex calciatore olandese, di ruolo mediano.